# Wrestlemania
Wrestlemania, i marknadsföringssyfte skrivet WestleMania, är wrestling-förbundet WWEs största gala. Den sänds en gång om året på betal-tv. 
Wrestlemania är en gala som går av stapeln någon gång i slutet av mars eller i början av april. Denna gala har (med undantag för Wrestlemania 1) innehållit matcher om WWE:s största titlar, för närvarande WWE-titeln och World Heavyweight Championship-titeln. Brottare från både RAW och Smackdown! kan utmana varandra på denna gala.

## Platser, tid och arenor för tidigare WrestleMania-galor
| Gala                    | Datum         | Stad                                                          | Arena                                                                |
| ----------------------- | ------------- | ------------------------------------------------------------- | -------------------------------------------------------------------- |
| WrestleMania 1          | 31 mars, 1985 | New York, New York                                            | Madison Square Garden                                                |
| WrestleMania 2          | 7 april, 1986 | Los Angeles, California Chicago, Illinois Uniondale, New York | Los Angeles Memorial Sports Arena, Rosemont Horizon, Nassau Coliseum |
| WrestleMania III        | 29 mars, 1987 | Pontiac, Michigan                                             | Pontiac Silverdome                                                   |
| WrestleMania IV         | 27 mars, 1988 | Atlantic City, New Jersey                                     | Trump Plaza                                                          |
| WrestleMania V          | 2 april, 1989 | Atlantic City, New Jersey                                     | Trump Plaza                                                          |
| WrestleMania VI         | 1 april, 1990 | Toronto, Ontario                                              | SkyDome                                                              |
| WrestleMania VII        | 24 mars, 1991 | Los Angeles, California                                       | Los Angeles Memorial Sports Arena                                    |
| WrestleMania VIII       | 5 april, 1992 | Indianapolis, Indiana                                         | Hoosier Dome                                                         |
| WrestleMania IX         | 4 april, 1993 | Las Vegas, Nevada                                             | Caesars Palace                                                       |
| WrestleMania X          | 20 mars, 1994 | New York, New York                                            | Madison Square Garden                                                |
| WrestleMania XI         | 2 april, 1995 | Hartford, Connecticut                                         | Hartford Civic Center                                                |
| WrestleMania XII        | 31 mars, 1996 | Anaheim, California                                           | Arrowhead Pond                                                       |
| WrestleMania 13         | 23 mars, 1997 | Chicago, Illinois                                             | Rosemont Horizon                                                     |
| WrestleMania XIV        | 29 mars, 1998 | Boston, Massachusetts                                         | FleetCenter                                                          |
| WrestleMania XV         | 28 mars, 1999 | Philadelphia, Pennsylvania                                    | First Union Center                                                   |
| WrestleMania 2000 (XVI) | 2 april, 2000 | Anaheim, California                                           | Arrowhead Pond                                                       |
| WrestleMania X-Seven    | 1 april, 2001 | Houston, Texas                                                | Reliant Astrodome                                                    |
| WrestleMania X8         | 17 mars, 2002 | Toronto, Ontario                                              | SkyDome                                                              |
| WrestleMania XIX        | 30 mars, 2003 | Seattle, Washington                                           | Safeco Field                                                         |
| WrestleMania XX         | 14 mars, 2004 | New York, New York                                            | Madison Square Garden                                                |
| WrestleMania 21         | 3 april, 2005 | Los Angeles, California                                       | Staples Center                                                       |
| WrestleMania 22         | 2 april, 2006 | Chicago, Illinois                                             | Allstate Arena                                                       |
| WrestleMania 23         | 1 april, 2007 | Detroit, Michigan                                             | Ford Field                                                           |
| WrestleMania 24         | 30 mars, 2008 | Orlando, Florida                                              | Citrus Bowl                                                          |
| WrestleMania XXV        | 4 april, 2009 | Houston, Texas                                                | Reliant Stadium                                                      |
| WrestleMania XXVI       | 28 mars, 2010 | Glendale, Arizona                                             | University of Phoenix Stadium                                        |